# Sulphur Works
Les Sulphur Works sont une zone hydrothermale du comté de Shasta, en Californie, dans l'ouest des États-Unis. Située à 2 129 mètres d'altitude dans le périmètre des Cascades autrefois occupé par le mont Tehama, cette zone est protégée au sein du parc national volcanique de Lassen.